# Джеймі Бернетт
Дже́ймі Берне́тт (англ. Jamie Burnett нар.16 вересня 1975) — шотландський професіональний гравець у снукер. Народився в місті Гамільтон, Шотландія. Є першим снукеристом, який зробив в рамках мейн-туру брейк понад 147 очок.

## Кар'єра
Бернетт приєднався до професіоналів у 1992 рік, під час «снукерного буму». Перша і поки остання перемога прийшла до шотландця на Benson & Hedges Championship у 1994 рік, хоча турнір не був рейтинговим і в ньому не брали участь снукеристи з Топ-16. Найкращим досягненням Бернетта на рейтингових змаганнях залишається фінал Шанхай Мастерс 2010, де він поступився Алі Картеру з рахунком 7:10.

### Рекорд Бернетта
Джеймі Бернетт відомий тим, що у 2004 рік на чемпіонаті Великої Британії він зробив найвищий за весь час існування мейн-туру брейк — 148 очок. Подія сталася в кваліфікаційному матчі проти Лео Фернандеса. Бернетт отримав вільну кулю і замовив коричневий як додатковий червоний. Потім він знову зіграв коричневий і всі 15 червоних з 12 чорними, однією синьою і двома рожевими кулями. Після того, як матч закінчився, шотландець сказав: "Я реально не знав, як реагувати на це. Спочатку мені здавалося, що це не таке вже й велике досягнення, однак, потім зрозумів, що я увійшов в історію".